# Abc Tv (Ecuador)
El canal de televisión Abc Tv (anteriormente llamado y conocido como Enlace Ecuador) es un canal digital cristiano ecuatoriano que transmite 24 horas predicaciones, programas de actualidad y videos clip de cantantes evangélicos. Abc Tv es una televisora que llega a cinco provincias: Guayas, Los Ríos, El Oro, Manabí y Bolívar. Transmite una variedad de programas cristianos desde 1998.

## Historia
El canal nace en la ciudad de Guayaquil como visión de los pastores Francisco Loor y su esposa Elsa de Loor con el propósito de llevar el mensaje del Evangelio de Cristo a las naciones.
En 1996 los Pastores Loor se entrevistaron con el fundador de la cadena Enlace TBN el pastor Jonás González Rodríguez y su esposa durante varios días, tras lo cual Abc Tv se fusionó a la cadena de televisión de origen costarricense. y que es operada por la cadena internacional Enlace. 
Desde el 20 de octubre de 1998 a la 11:25 a. m. la señal de Enlace Ecuador, que se trasmite a través del canal 46 de la ciudad de Guayaquil estaría al aire durante las 24 horas del día.
Tiempo después el 23 de enero de 1999 la señal internacional de Enlace TBN emitiría a todo el Ecuador programas como Conexión, Entre Nosotras, Desde Getsemani y ABC Music.
El canal de televisión ha jugado papeles importante en la convocatorias de la comunidad evangélica en eventos cristianos. En el año 2015 convocó a más de 10 000 asistentes a la Cruzada de Adoración y de Milagros que tenía como objetivo establecer un día nacional de la oración. También produce y trasmite música de cantantes evangélicos ecuatorianos.

## Alianzas
Durante varios años mantuvo alianza con la cadena Enlace, periodo en el que incluso adoptó el nombre Enlace Ecuador. 

### Asociaciones y organizaciones
- Asociación de Canales de Televisión del Ecuador
- Enlace
- Secretaría Nacional de Comunicaciones Evangélicas del Ecuador (Senacee).[6]

## Eslóganes
- Canal de vida
- Más vida

## Programación
Entre la programación nacional de Abc Tv se pueden encontrar los siguientes programas:
- Restaurando los Hogares
- Levantate y Resplandece
- Aviva Ecuador
- eMusic (programa juvenil nacional)
- La Iglesia en las Casas
- Live Music (programa musical internacional)
- Plenitud de Vida
- Enlace Ora
- Caminando con Jesucristo
- Entre Nosotras y Usted